# 에리히 나우만
에리히 나우만(독일어: Erich Naumann, 1905년 4월 29일 ~ 1951년 6월 7일)는 나치 독일의 친위대 여단지도자이자 질서경찰 소장이다.

## 생애
독일 제국 작센주 마이센에서 태어난 에리히 나우만은 16세에 학업을 마친 후 상점에서 견습점원으로 일했다. 1929년에 나치당에 입당한 그는 돌격대에도 가입했지만 긴 장검의 밤 사건 이후 친위대로 이적했다. 1935년에 라인하르트 하이드리히의 친위대 본부 대외첩보부 부장이던 하인츠 요스트 휘하에서 일한 나우만은 뉘른베르크의 보안경참 감독관을 지냈다. 1939년에 독일이 폴란드를 침공한 후 아인자츠그루펜 VI의 사령관이 된 나우만은 독소전쟁이 발발한 후인 1941년 11월에 아인자츠그루펜 B 부대의 사령관이 되어 1943년 2월까지 1년간 이 부대를 이끌었다. 그 사이 유대인을 비롯한 수많은 포로를 총살하였는데, 특히 스몰렌스크에서 17,000명을 처형한 책임자이기도 했다. 1942년 12월에 나우만은 베를린에 134,298명을 처형했다고 보고했었다. 1943년 9월부터 1944년 7월까지 네덜란드의 보안경찰 및 친위대 사령관으로 일한 나우만은 베를린 공방전 때 시내에 있었지만 살아남아 전후 뉘른베르크 특수작전집단 재판에서 아인자츠그루펜 사령관으로 기소되었다. 나우만은 총살형 및 가스로 인한 처형도 했다고 인정했다. 사형판결을 받은 그는 1951년 6월 7일에 다른 아인자츠그루펜 지휘관들과 함께 란츠베르크 형무소에서 교수형이 집행되었다.